# リチャード・ギア
リチャード・ティファニー・ギア（Richard Tiffany Gere, 1949年8月31日 - ）は、アメリカ合衆国の俳優。ペンシルベニア州フィラデルフィア出身。アイルランド系。

## 人物

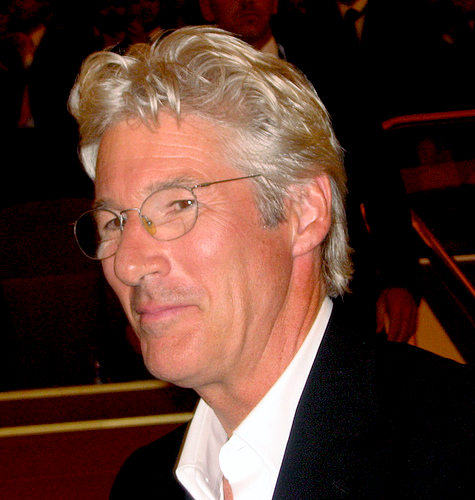
2007年、ヴェニスにて

アングロ・アイルランド系の両親のもとに生まれる。 父のホーマー・ジョージ・ギア（Homer George Gere）は、Nationwide Insurance Company の保険業者だった。母のドリス・アンナ・ティファニー（Doris Anna Tiffany）は主婦である。ギアには、姉スーザンなど3人の姉妹、1人の兄弟、及び異父母兄弟（ドイツのHenry Januszewski）がいる。
1967年、ノースシラキュース・セントラル高校（ニューヨーク州・シラキュース市）卒業。マサチューセッツ大学で哲学を学んでいたが、中退して俳優を志した。舞台で活躍し、1975年に映画デビュー。
また趣味の延長でLos Angeles現地のビンテージギターショップに頻繁に足を運ぶギターコレクターとしても関係者に知れ渡っており、希少なビンテージギターに関する造詣は非常に深い。

### 私生活
1991年にはスーパーモデルのシンディ・クロフォードと結婚したが1995年に離婚。2002年に女優のキャリー・ローウェルと再婚し、息子（ホーマー・ジェームズ・ジグミー・ギア Homer James Jigme Gere）をもうけた。
2016年女優のキャリー・ローウェルと離婚。
2018年4月に33歳年下のスペイン人慈善活動家、アレハンドラ・シルヴァと結婚。2019年2月には息子のアレクサンダー・ギア（Alexander Gere）が誕生。さらに2020年4月にも夫妻の間では2人目の子となる男児が誕生している。

### 仏教信者・人道主義者
熱心なチベット仏教信者・人道主義者としても知られる。2001年には、アメリカ人の対テロ戦争について、愛と同情心を持つことの大切さを説いた一方で、2006年にはウサマ・ビンラディンが未だに拘束されないことへの疑問も述べた。2003年には、当時のアメリカ合衆国大統領ジョージ・ブッシュのイラク攻撃を批判。アラファト大統領死後に行われた2005年のパレスチナ自治政府大統領選挙では、パレスチナ国民に投票を呼びかけた。2007年には、フィラデルフィアから人道賞であるマリアン・アンダーソン・アワードを贈られた。

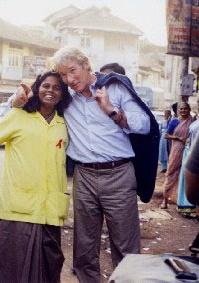
インド・ムンバイにて

ダライ・ラマ14世を熱心に支援し、中華人民共和国政府によるチベット民族迫害を激しく非難している。2002年にはヒマラヤ地域の人権を議論するため、ドイツ議会にも招かれた。2008年の北京オリンピックに際しては、前年に中国に対してチベット民族迫害の歴史をオープンにするよう訴え、聖火リレー前日のサンフランシスコでも、チベットでの人権侵害に対する抗議集会に参加した。しかし、このような行動は中国側からは反発を呼び、ギアをCMに起用したフィアットが謝罪するような出来事も起こった。そのためかリチャード・ギアは中国に入国禁止の対象になっている。リチャードは、中国のチベット弾圧は、ナチスのホロコーストにも等しいと指摘している。2013年1月29日にワシントンで開催されたラントス人権賞受賞式では、中国よりアメリカに亡命した人権活動家陳光誠の演説を英語で読み上げている。
また、エイズ撲滅活動にも取り組んでいる。ブッシュのイラク攻撃は批判したギアだったが、エイズ問題への取り組みについては賞賛を述べた。

### 日本との関わり
親日家としても知られ、度々来日している。
黒澤明監督の 『八月の狂詩曲』 に出演した際、劇中で使用された念仏堂のオープンセットを解体して、アメリカの別荘に移築した。なお、これは特別扱いを断った彼の出演料が非常に安かったため、その埋め合わせの意味もあったという。
また『Shall We Dance?』、『HACHI 約束の犬』といった日本映画のリメイク作品に主演している。
日本のテレビコマーシャル（CM）への出演もあり、日本国内においても顔と名前の知れたアメリカ人俳優の一人であると言える。1991年には日本航空のワシントン就航のコマーシャルに歌を歌いながら出演。2005年からはダンディハウスのイメージキャラクターとしてCM出演。2012年にはサントリー『オランジーナ』のテレビCMで、映画『男はつらいよ』の登場人物「車寅次郎」をモチーフにした「TORA」というキャラクターを演じている。
2009年7月9日、『HACHI 約束の犬』の宣伝活動での来日中に、『森田一義アワー 笑っていいとも!』のコーナー「テレフォンショッキング」に、字幕翻訳者で通訳の戸田奈津子とともに出演、番組史上初のハリウッドスターのテレフォンゲストとなった（ただし、メインゲストは戸田であり、ギアはあくまで「付き添い」の立場である）。その際100人アンケートで「飼い犬の名前がハチ」というお題で1人を当て、その1人の女性をステージに上げストラップをプレゼントするなどした。
愛犬家であり、『HACHI 約束の犬』のシナリオを読んで涙している。なお、ハチの物語はこの時初めて知った。

### 事件
2007年4月15日、インドのニューデリーで行われたエイズ撲滅キャンペーンの際に、インド人女優のシルパ・シェティに対し壇上で頬にキスをするパフォーマンスを行ったことが、観衆の怒りを買った。この行為がインドでは「公然わいせつ罪」に該当するとして、4月26日にキスをされたシルパ・シェティとギアに対しインドの地方裁判所が逮捕状を発行した。これに対してギアはマスコミを通じて公式に謝罪し、翌年になってインドの最高裁判所が逮捕状を取り下げた。

## 出演作品

### 映画
| 公開年 | 邦題 原題                                                                              | 役名                       | 備考                                                              | 日本語吹替                                                                                 |
| ------ | -------------------------------------------------------------------------------------- | -------------------------- | ----------------------------------------------------------------- | ------------------------------------------------------------------------------------------ |
| 1975年 | ニューヨーク麻薬捜査線 Report to the Commissioner                                      | ビリー                     | 日本劇場未公開                                                    |                                                                                            |
| 1975年 | リチャード・ギア/アメリカン・コップス Strike Force                                     | ウォルター・スペンサー     | テレビ映画 別題『特捜班ストライク・フォース』                     |                                                                                            |
| 1977年 | ミスター・グッドバーを探して Looking for Mr. Goodbar                                   | トニー                     |                                                                   | 富山敬                                                                                     |
| 1978年 | 天国の日々 Days of Heaven                                                              | ビル                       |                                                                   | 池田秀一                                                                                   |
| 1978年 | 愛の断層 Bloodbrothers                                                                 | ストーニー・デ・ココ       | 日本劇場未公開                                                    |                                                                                            |
| 1979年 | ヤンクス Yanks                                                                         | マット・ダイソン           |                                                                   | 堀秀行                                                                                     |
| 1980年 | アメリカン・ジゴロ American Gigolo                                                     | ジュリアン                 |                                                                   | 松橋登                                                                                     |
| 1982年 | 愛と青春の旅だち An Officer and a Gentleman                                            | ザック・メイヨ             |                                                                   | 津嘉山正種（フジテレビ版） 浪川大輔（オンデマンド配信版）                                  |
| 1983年 | ブレスレス Breathless                                                                  | ジェシー                   | 『 勝手にしやがれ』のリメイク                                     | 鈴置洋孝                                                                                   |
| 1983年 | 愛と名誉のために The Honorary Consul                                                   | エドゥアルド・プラー       | 日本劇場未公開                                                    |                                                                                            |
| 1984年 | コットンクラブ The Cotton Club                                                         | ディキシー・ドワイヤー     |                                                                   | 速水奨（ソフト版） 津嘉山正種（TBS版）                                                     |
| 1985年 | キング・ダビデ/愛と闘いの伝説 King David                                               | ダビデ                     |                                                                   |                                                                                            |
| 1986年 | キングの報酬 Power                                                                     | ピート・セント・ジョン     |                                                                   | 小川真司（フジテレビ版）                                                                   |
| 1986年 | ノー・マーシィ/非情の愛 No Mercy                                                       | エディ・ジレット           |                                                                   | 安原義人（テレビ朝日版）                                                                   |
| 1988年 | マイルズ・フロム・ホーム Miles from Home                                               | フランク・ロバーツ         |                                                                   |                                                                                            |
| 1990年 | 背徳の囁き Internal Affairs                                                            | デニス・ペック             |                                                                   | 樋浦勉                                                                                     |
| 1990年 | プリティ・ウーマン Pretty Woman                                                        | エドワード・ルイス         |                                                                   | 小川真司（ソフト版） あおい輝彦（フジテレビ版） 石田純一（TBS版） 山寺宏一（テレビ朝日版） |
| 1991年 | 八月の狂詩曲 Rhapsody in August                                                        | クラーク                   | 日本映画                                                          | （日本語吹替なし）                                                                         |
| 1992年 | 愛という名の疑惑 Final Analysis                                                        | アイザック・バー博士       | 出演・製作総指揮                                                  | 津嘉山正種                                                                                 |
| 1993年 | ジャック・サマースビー Sommersby                                                       | ジャック・サマースビー     | 出演・製作総指揮                                                  | 菅生隆之（ソフト版） 鈴置洋孝（テレビ朝日版）                                              |
| 1993年 | 運命の瞬間/そしてエイズは蔓延した And the Band Played On                               | 振付師                     | テレビ映画                                                        | 堀之紀                                                                                     |
| 1993年 | 心のままに Mr. Jones                                                                   | ジョーンズ                 | 出演・製作総指揮                                                  | 安原義人                                                                                   |
| 1994年 | わかれ路 Intersection                                                                  | ヴィンセント・イーストマン | 『すぎ去りし日の…』のリメイク                                     | 谷口節                                                                                     |
| 1995年 | トゥルーナイト First Knight                                                            | ランスロット               |                                                                   | 安原義人                                                                                   |
| 1996年 | 真実の行方 Primal Fear                                                                 | マーティン・ベイル         |                                                                   | 安原義人                                                                                   |
| 1997年 | 北京のふたり Red Corner                                                                | ジャック・ムーア           |                                                                   | 金尾哲夫                                                                                   |
| 1997年 | ジャッカル The Jackal                                                                  | デクラン・マルクィーン     |                                                                   | 田中秀幸（ソフト版） 津嘉山正種（日本テレビ版）                                            |
| 1999年 | プリティ・ブライド Runaway Bride                                                       | アイク・グラハム           |                                                                   | 磯部勉（ソフト版） 安原義人（機内上映版）                                                  |
| 2000年 | オータム・イン・ニューヨーク Autumn in New York                                        | ウィル・キーン             |                                                                   | 鈴置洋孝                                                                                   |
| 2000年 | Dr.Tと女たち Dr. T & the Women                                                         | Dr.T                       |                                                                   | 田代隆秀                                                                                   |
| 2002年 | プロフェシー The Mothman Prophecies                                                    | ジョン・クライン           |                                                                   | 原康義（ソフト版） 津嘉山正種（テレビ東京版）                                              |
| 2002年 | 運命の女 Unfaithful                                                                    | エドワード・サムナー       |                                                                   | 森田順平（ソフト版） 菅生隆之（テレビ朝日版）                                              |
| 2002年 | シカゴ Chicago                                                                         | ビリー・フリン             | ゴールデングローブ賞 主演男優賞 (ミュージカル・コメディ部門) 受賞 | 津嘉山正種                                                                                 |
| 2004年 | Shall We Dance?                                                                        | ジョン・クラーク           |                                                                   | 津嘉山正種（ソフト版） 木下浩之（日本テレビ版）                                            |
| 2005年 | 綴り字のシーズン Bee Season                                                            | ソール・ナウマン           |                                                                   | 小川真司                                                                                   |
| 2006年 | ザ・ホークス ハワード・ヒューズを売った男 The Hoax                                     | クリフォード・アーヴィング |                                                                   | 大塚智則                                                                                   |
| 2007年 | 消えた天使 The Flock                                                                   | エロル・バベッジ           |                                                                   | 石塚運昇                                                                                   |
| 2007年 | アイム・ノット・ゼア I'm Not There                                                     | ビリー                     |                                                                   | （日本語吹替版なし）                                                                       |
| 2007年 | ハンティング・パーティ The Hunting Party                                               | サイモン・ハント           | 別題『ハンティング・パーティ -CIAの陰謀-』                        | 小川真司（ソフト版）                                                                       |
| 2008年 | 最後の初恋 Nights in Rodanthe                                                          | ポール・フラナー           |                                                                   | 安原義人                                                                                   |
| 2009年 | クロッシング Brooklyn's Finest                                                         | エディ                     |                                                                   | 佐々木勝彦                                                                                 |
| 2009年 | HACHI 約束の犬 Hachi: A Dog's Tale                                                     | パーカー・ウィルソン       | 製作・出演                                                        | 北大路欣也                                                                                 |
| 2009年 | アメリア 永遠の翼 Amelia                                                               | ジョージ・パットナム       |                                                                   | 安原義人                                                                                   |
| 2011年 | 顔のないスパイ The Double                                                              | ポール・シェファーソン     |                                                                   | 安原義人                                                                                   |
| 2012年 | キング・オブ・マンハッタン 危険な賭け Arbitrage                                        | ロバート・ミラー           |                                                                   | 森田順平                                                                                   |
| 2013年 | ムービー43 Movie 43                                                                    | ボス                       |                                                                   | 原康義                                                                                     |
| 2014年 | ロスト・イン・マンハッタン 人生をもう一度 Time Out of Mind                             | ジョージ                   |                                                                   | （日本語吹替版なし）                                                                       |
| 2015年 | マリーゴールド・ホテル 幸せへの第二章 The Second Best Exotic Marigold Hotel            | ガイ・チャンバース         | [ 23 ]                                                            | 菅生隆之                                                                                   |
| 2015年 | リチャード・ギア/人生の特効薬 The Benefactor                                           | フラニー                   | 別題『ベネファクター/封印』 日本劇場未公開                        | （日本語吹替版なし）                                                                       |
| 2016年 | 嘘はフィクサーのはじまり Norman: The Moderate Rise and Tragic Fall of a New York Fixer | ノーマン・オッペンハイマー |                                                                   | 安原義人                                                                                   |
| 2017年 | 冷たい晩餐 The Dinner                                                                  | スタン・ローマン           |                                                                   |                                                                                            |
| 2017年 | 3人のキリスト Three Christs                                                            | アラン・ストーン医師       | 日本劇場未公開                                                    | 原康義                                                                                     |
| 2023年 | アバウト・ライフ 幸せの選択肢 Maybe I Do                                               | ハワード                   |                                                                   |                                                                                            |
| 2024年 | Oh, Canada                                                                             | Leonard Fife               |                                                                   |                                                                                            |
| 2024年 | Longing                                                                                | Daniel                     |                                                                   |                                                                                            |

### テレビシリーズ
| 放映年 | 邦題 原題                                | 役名                               | 備考                                                  | 日本語吹替 |
| ------ | ---------------------------------------- | ---------------------------------- | ----------------------------------------------------- | ---------- |
| 1976年 | 刑事コジャック Kojak                     | Geno Papas                         | 第4シーズン第1話「Birthday Party」                    |            |
| 2001年 | ザ・シンプソンズ The Simpsons            | 本人役                             | 声の出演 第13シーズン第6話「キリスト教よ さようなら」 |            |
| 2019年 | マザー・ファーザー・サン MotherFatherSon | マックス・フィンチ                 | 計8話出演                                             | 森田順平   |
| 2024年 | ザ・エージェンシー The Agency            | ジェームズ・“ボスコ”・ブラッドリー | 計10話出演                                            | 安原義人   |

## 日本語吹き替え
主に担当しているのは、以下の二人である。
安原義人
『ノー・マーシィ/非情の愛』（テレビ朝日版）で初担当。最も多く吹き替えている。
津嘉山正種
『コットンクラブ』（TBS版）で初担当。80〜2000年代初頭の作品を多く担当。安原の次に多く吹き替えた。
このほかにも、小川真司、菅生隆之、鈴置洋孝、森田順平、原康義なども複数回、声を当てている。